# Juraj Minčík
Juraj Minčík (n. 27 martie 1977, Spišská Stará Ves, Prešovský kraj, Slovacia) este un canoist ce a reprezentat Slovacia, medaliat olimpic. A participat la 2 ediții ale Jocurilor Olimpice (1996, 2000) în care a câștigat o medalie de bronz.